# Geomikrobiologie
Die Geomikrobiologie (altgriechisch γῆ, ge „Erde“, , mikros „klein“, βίος, bios „Leben“ und λόγος, logos „Wort“) ist ein Zweig der Mikrobiologie. Sie befasst sich im Wesentlichen mit den Einflüssen mikrobieller Stoffwechselvorgänge auf die Beschaffenheit der oberflächennahen Schichten der Erde (Erdkruste mit Lithosphäre und Hydrosphäre sowie Atmosphäre) und mit den Eigenschaften der betreffenden Mikroorganismen. Sowohl die gegenwärtigen Einflüsse wie auch die der Erdgeschichte werden behandelt.

Geologische Schichtung der Erdkruste

## Besondere Bedeutung der Mikroorganismen für die Geochemie
Die Einflüsse von Mikroorganismen auf den Zustand der Erdoberfläche sind sowohl in quantitativer wie auch in qualitativer Hinsicht von besonderer Bedeutung. Das ist in folgenden Besonderheiten der Mikroorganismen gegenüber größeren Lebewesen begründet:
- Nach Schätzungen ist die Masse der Mikroorganismen etwa so groß oder sogar größer als die aller anderen Lebewesen.
- Da Mikroorganismen wegen ihrer geringen Größe eine große spezifische Oberfläche (bezogen auf ihre Masse, Oberflächen-Volumen-Relation) besitzen und die Stoffwechselgeschwindigkeit von Lebewesen umso größer ist, je größer ihre spezifische Oberfläche ist, zeichnen sich Mikroorganismen durch eine spezifische, auf ihre Masse bezogene Stoffwechselgeschwindigkeit aus, die um Größenordnungen höher ist als die größerer Lebewesen. Die große Mikroorganismen-Biomasse auf der Erde und die hohe spezifische Stoffwechselgeschwindigkeit sind die Ursachen dafür, dass die Stoffwechselvorgänge von Mikroorganismen quantitativ von besonderer Bedeutung für die geochemische Beschaffenheit der Erdoberfläche sind.
- Mikroorganismen zeichnen sich durch eine größere qualitative Vielfalt des Stoffwechsels aus als größere Lebewesen: Sie bewirken viele chemische Umsetzungen, zu denen andere Lebewesen nicht fähig sind, zum Beispiel Bildung von Methan und Schwefelwasserstoff, Oxidation von Ammoniak und Schwefelwasserstoff.
- Einige Mikroorganismen, besonders Bakterien, sind an extreme Umweltbedingungen angepasst (sogenannte „Extremophile“). Sie können zum Beispiel in stark saurem oder alkalischem Milieu (pH 1 bzw. 11) oder bei Temperaturen bis zu 120 °C oder 4 °C oder bei Drücken über 1000 bar (über 100 MPa) wachsen.

## Geochemisch bedeutende mikrobielle Stoffumsetzungen
Im Folgenden sind einige Beispiele für mikrobielle Stoffumsetzungen aufgeführt, die für die geochemische Beschaffenheit der oberflächennahen Erdschichten von besonderer Bedeutung sind:
- Verbrauch von Kohlenstoffdioxid (CO2) zur Bildung von Biomasse (CO2-Assimilation). Die Folge ist neben der Absenkung der CO2-Konzentration in Gewässern und in der Atmosphäre eine Alkalisierung (Anstieg des pH-Werts) von Gewässern und damit eine Ausfällung von Calciumcarbonat (CaCO3) und Bildung von Kalkstein.
- Einbau von Calciumcarbonat (CaCO3) in Skelette (vor allem bei Coccolithophoriden und Foraminiferen) und damit Bildung von Kalkgesteinen.
- Einbau von Siliciumdioxid (SiO2) in Skelette (vor allem bei Kieselalgen und Radiolarien) und damit Bildung von SiO2-Gesteinen, nach Diagenese zum Beispiel Kieselschiefer.
- Bildung von Methan (CH4) (durch methanogene Archaeen), das als „Treibhausgas“ wirkt.
- Oxidation von zweiwertigem Eisen (Fe2+) und damit Immobilisierung von Eisen in Form von Verbindungen dreiwertigen Eisens.
- Reduktion von dreiwertigem Eisen und damit Mobilisierung von Eisen aus praktisch wasserunlöslichen Verbindungen in Form von Fe2+-Ionen.
- Oxidation von Schwefelwasserstoff (H2S) und elementarem Schwefel zu Schwefelsäure und damit Ansäuerung des Milieus
- Auflösung von Schwermetallsulfiden (zum Beispiel Pyrit und Markasit, beide FeS2) durch abiotische Oxidation des Sulfids durch Ionen von dreiwertigem Eisen und biotische Oxidation des dabei gebildeten elementaren Schwefels und der gebildeten Schwefelverbindungen sowie biotische Reoxidation der zweiwertigen Eisenionen zu dreiwertigen; Folge der Vorgänge ist die Auflösung der Sulfidminerale und Mobilisierung der Schwermetalle.
- Reduktion von Sulfaten zu Schwefelwasserstoff (H2S) durch sulfatreduzierende Bakterien mit der Folge, dass Schwermetalle als praktisch wasserunlösliche Sulfide ausgefällt und somit immobilisiert werden.

## Mikroorganismen und geochemische Erdevolution
Mikroorganismen besiedeln die Erde seit mindestens 3,8 Milliarden Jahren, größere, vielzellige Lebewesen dagegen erst seit etwa 0,7 Milliarden Jahren. Mikroorganismen haben durch ihren Stoffwechsel die geochemische Entwicklung der oberflächennahen Schichten der Erde (Erdkruste mit Hydrosphäre und Lithosphäre sowie Atmosphäre) schon sehr früh wesentlich beeinflusst:
- Drastische Verminderung des Gehalts an Kohlenstoffdioxid (CO2), das zu Beginn Hauptbestandteil der Atmosphäre war und deshalb auch in der Hydrosphäre in hoher Konzentration enthalten war, durch CO2-Assimilation (Bindung des Kohlenstoffs in Biomasse). Damit Alkalisierung der Meere, Fällung von Carbonaten und Bildung von Kalkgesteinen.
- Bildung von zu Beginn nur in sehr geringen Konzentrationen vorhandenem elementarem Sauerstoff (O2, Dioxygen) durch oxygene Photosynthese. Dadurch ergaben sich einschneidende Veränderungen in Hydro- und Lithosphäre sowie Konsequenzen für die Evolution der Lebewesen.
- Immobilisierung von zu Beginn in den Meeren als Fe2+-Ionen gelöstem, zweiwertigem Eisen durch Oxidation zu dreiwertigem Eisen, das in Form von Fe(III)-Verbindungen ausgefällt wurde und letztlich in Hämatit (Fe2O3) überführt wurde (Bildung von „gebänderten Eisensteinen“, „Bändererz“ englisch „Banded Iron Formations“ = „BIF“ und von Rotsandsteinen, „Red Bed“).
- Bildung von wasserschwerlöslichen Sulfaten wie Calciumsulfate (Gips, Anhydrit) und Bariumsulfat (Baryt).

Siehe auch: Endolithe, Mikrobiologie